# Pasquale Lazzarini
Pasquale Lazzarini (Venezia, 1667 – Gorizia, 1731) è stato uno scultore italiano.

## Biografia
Pasquale Lazzarini nacque a Venezia nel 1667. Nulla ci è pervenuto riguardo ad una sua eventuale attività artistica nella città lagunare. Si sa che nel 1698 sposò Annamaria Pacassi, sorella di Giovanni (a sua volta padre del ben più famoso Nicolò Pacassi) e figlia di Leonardo, titolare di un'avviata bottega insieme al figlio. Lazzarini fece quindi allora la sua comparsa sulla scena goriziana, collaborando verosimilmente con la bottega del suocero, come deducibile da diverse affinità stilistiche. Nel 1705 firma l'altare maggiore della chiesa del Santissimo Crocefisso a Cormons. Nel 1711 completa l'altar maggiore della chiesa di S. Vito a Fiume, subentrando al cognato Giovanni Pacassi. Sempre a Fiume, suoi sono gli altarei delle chiese di Sant'Ignazio e dei SS. Ladislao e Stanislao, entrambi su commissione dei gesuiti. La fama forse lì acquisita gli valse la realizzazione dell'altar maggiore della Chiesa di Sant'Ignazio a Gorizia. Nel 1717 ebbe una collaborazione con lo scultore gradiscano Paolino Zuliani. Nel 1730 un suo progetto per un altare del duomo di Graz non viene accettato. Nel 1731 alcuni impedimenti fisici non gli consentono di portare a termine l'altar maggiore della chiesa di San Giovanni Battista a Latisana. Nello stesso anno muore a Gorizia. Un tratto distintivo che ha reso possibile l'attribuzione a lui di diversi altari altrimenti anonimi è un particolare motivo di intarsio a foglie vegetali.